# Fuertespapagei

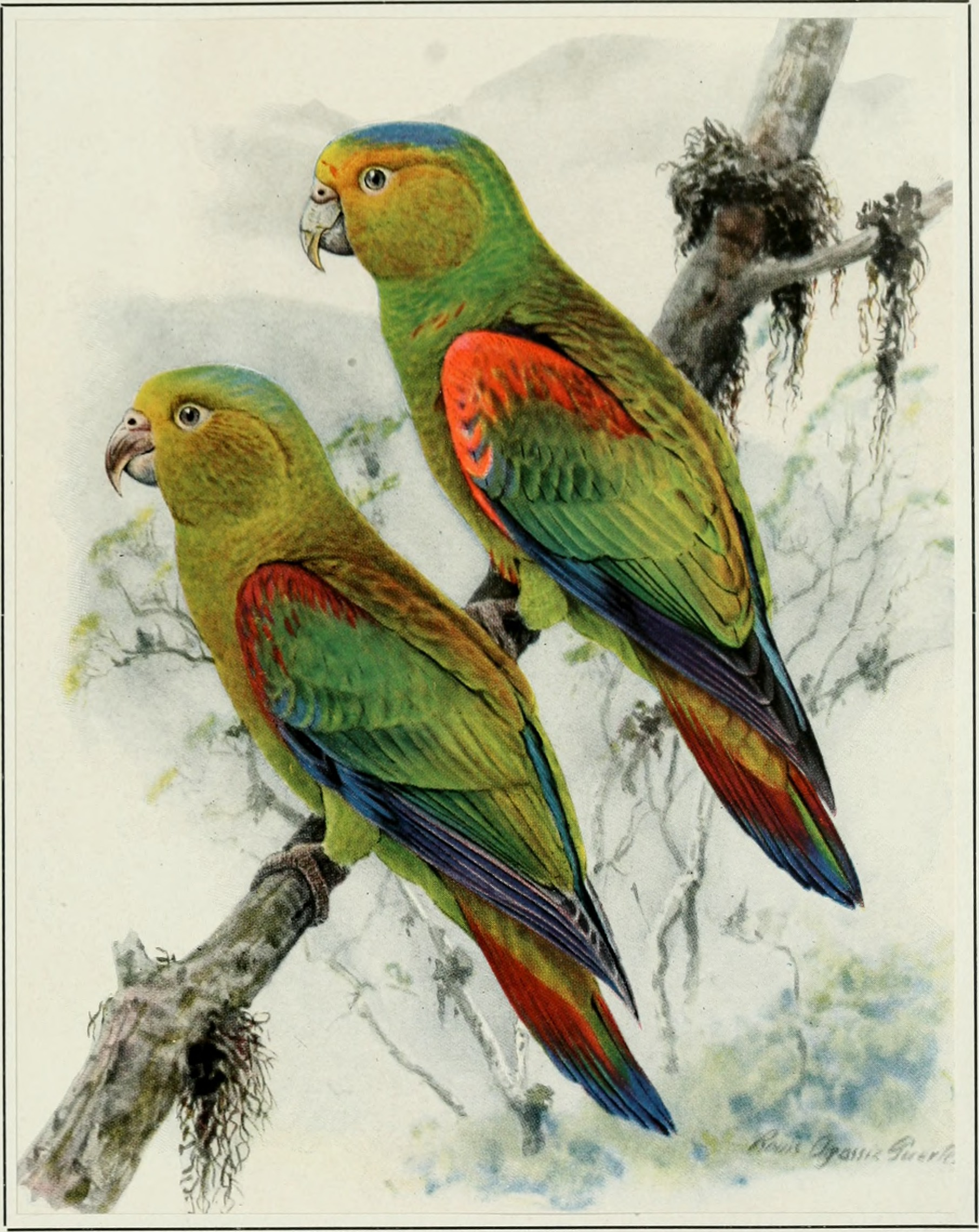
Chapmans Zwergamazonen, Illustration

Verbreitungsgebiet der Chapmans Zwergamazone (grün)

Fuertespapagei (Hapalopsittaca fuertesi) oder manchmal auch Chapmans Zwergamazone ist eine Papageienart aus Kolumbien. Sie wurde 2002 wiederentdeckt und ist äußerst selten.

## Merkmale
Fuertespapageien erreichen eine Länge von rund 24 Zentimetern. Sie sind überwiegend gelbgrün gefärbt, jedoch mit zahlreichen bunten Einsprenkelungen. Über dem Schnabel befindet sich ein orangeroter Fleck, die Stirn ist gelb, die Krone blau. Die Schultern sind rot, die Flügel überwiegend blaugrün. Am Bauch befindet sich ein roter Fleck, der Schwanz ist ebenfalls rot und endet in einer violetten Spitze.

## Verbreitung
Diese Papageien kommen nur in einem kleinen Gebiet am Westabhang der Anden in Kolumbien vor. Ihr Lebensraum sind Wolkenwälder, meist halten sie sich zwischen 2900 und 3150 Metern Höhe auf. Über die Lebensweise und die Ernährung ist kaum etwas bekannt, möglicherweise ernähren sie sich von Beeren.

## Schutzziel
Fuertespapagei galt nach der Erstbeschreibung jahrzehntelang als verschollen. Im Jahr 2002 wurde eine kleine Gruppe dieser Vögel wiederentdeckt, und Schutzmaßnahmen wurden in die Wege geleitet. Dennoch sind die Vögel sehr selten, der Gesamtbestand wird auf 100 bis 250 Tiere geschätzt. Die IUCN listet die Art als „vom Aussterben bedroht“ (critically endangered).

## Etymologie und Forschungsgeschichte
Die Erstbeschreibung des Fuertespapageis erfolgte 1912 durch Frank Michler Chapman unter dem wissenschaftlichen Namen  Pionopsitta fuertesi. Als Fundort für das Typusexemplar gab er den Pass am Quindio im Nationalpark Los Nevados an. Es wurde von Arthur Augustus Allen und Leo Edward Miller gesammelt. 1912 führte Robert Ridgway die neue Gattung Hapalopsittaca ein. »Poicephalus« ist ein griechisches Wortgebilde aus »hapalos ἁπαλος« für »zart, fein, zierlich« und »psittaē ψιττακη« für »Papagei«. Der Artname »fuertesi« ist Louis Agassiz Fuertes (1874–1927) gewidmet.